# Liste der Abgeordnetenhauswahlkreise in Berlin 2021
Die Liste der Abgeordnetenhauswahlkreise in Berlin 2021 enthält die Wahlkreise für die 19. Wahl zum Abgeordnetenhaus von Berlin am 26. September 2021.

## Grundlagen
Nach der derzeitigen Gesetzeslage gehören dem Berliner Abgeordnetenhaus 130 Abgeordnete an. Hiervon werden 52 über Landeslisten (Zweitstimme) und weitere 78 über Wahlkreise gewählt.
Der Wahlkreiskandidat mit der relativen Mehrheit der Erststimmen ist jeweils gewählt. Bei Stimmgleichheit entscheidet das Los, das der Bezirkswahlleiter zieht. Das Landeswahlgesetz sieht Ausgleichsmandate vor, wenn eine Partei mehr Wahlkreisabgeordnete stellt, als ihr nach der Zweitstimme zustehen würden (Überhangmandate). Es ist also immer sichergestellt, dass die Stärke der Fraktionen dem Zweitstimmenergebnis entspricht.

## Verteilung der Wahlkreise auf die Bezirke
Die 78 Wahlkreise werden proportional zur Anzahl der Wahlberechtigten auf die zwölf Bezirke verteilt. Dies wird anhand der aktuellen Bevölkerungszahlen vor jeder Wahl zum Berliner Abgeordnetenhaus neu festgelegt. Die Abgrenzung der Wahlkreise wird eigenverantwortlich von den Bezirken vorgenommen. Die Wahlkreise orientieren sich dabei in der Regel an den Ortsteilen, weichen an den Grenzen aber doch häufig ab, da alle Wahlkreise eines Bezirks eine etwa gleich große Zahl von Wahlberechtigten umfassen sollen.
Gegenüber der alten Wahlkreiseinteilung aus dem Jahre 2016 verliert Neukölln einen Wahlkreis, während Friedrichshain-Kreuzberg einen Wahlkreis hinzugewonnen hat.

Wahlkreiseinteilung 2021

| Nr. | Bezirk                     | Anzahl Wahlkreise | Änderung zu 2016 |
| --- | -------------------------- | ----------------- | ---------------- |
| 1   | Mitte                      | 7                 |                  |
| 2   | Friedrichshain-Kreuzberg   | 6                 | +1               |
| 3   | Pankow                     | 9                 |                  |
| 4   | Charlottenburg-Wilmersdorf | 7                 |                  |
| 5   | Spandau                    | 5                 |                  |
| 6   | Steglitz-Zehlendorf        | 7                 |                  |
| 7   | Tempelhof-Schöneberg       | 7                 |                  |
| 8   | Neukölln                   | 6                 | −1               |
| 9   | Treptow-Köpenick           | 6                 |                  |
| 10  | Marzahn-Hellersdorf        | 6                 |                  |
| 11  | Lichtenberg                | 6                 |                  |
| 12  | Reinickendorf              | 6                 |                  |

## Liste der Wahlkreise

### Mitte
| Wahlkreis | Gebiet |
| --------- | --- |
| Mitte 1   | Ortsteil Mitte nördlich der Allee Unter den Linden sowie auf der anderen Spreeseite nördlich der Linie Monbijoustraße-Krausnickstraße-Sophienstraße-Rosenthaler Straße                                      |
| Mitte 2   | Ortsteil Mitte südlich der Allee Unter den Linden sowie auf der anderen Spreeseite südlich der Linie Monbijoustraße-Krausnickstraße-Sophienstraße-Rosenthaler Straße                                        |
| Mitte 3   | Tiergarten, Hansaviertel und Moabit südlich der Linie Huttenstraße–Turmstraße–Seydlitzstraße |
| Mitte 4   | Moabit nördlich der Linie Huttenstraße–Turmstraße–Seydlitzstraße sowie der Brüsseler Kiez des Weddings, allerdings mit der Triftstraße als südliche Begrenzung                                              |
| Mitte 5   | Wedding nördlich der Seestraße/Osloer Straße bis zur Drontheimer Straße sowie östlich der Müllerstraße nördlich der Utrechter Straße/Groninger Straße/Liebenwalder Straße/Schulstraße/Heinz-Galinski-Straße |
| Mitte 6   | Gesundbrunnen nördlich der Ringbahn |
| Mitte 7   | Gesundbrunnen südlich der Ringbahn und der Wedding südlich der Triftstraße auf der westlichen Seite der Müllerstraße sowie südlich der Utrechter Straße auf der östlichen Seite der Müllerstraße            |

### Friedrichshain-Kreuzberg
| Wahlkreis                  | Gebiet |
| -------------------------- | --- |
| Friedrichshain-Kreuzberg 1 | Kreuzberg westlich der Linie Lindenstraße/Zossener Straße und südlich der Gneisenaustraße |
| Friedrichshain-Kreuzberg 2 | Kreuzberg südlich der Skalitzer Straße ab dem Wassertorplatz und Erkelenzdamm über Fraenkelufer zur Admiralbrücke über die Grimmstraße, Urbanstraße und Fontanestraße bis zum Südstern.                      |
| Friedrichshain-Kreuzberg 3 | Kreuzberg nördlich der Linie Gitschiner Straße-Skalitzer Straße bis zur Lindenstraße sowie östlich der Zossener Straße und nördlich der Gneisenaustraße bis Höhe Fontanepromenade, Grimmstraße, Erkelenzdamm |
| Friedrichshain-Kreuzberg 4 | Friedrichshain westlich der Warschauer Straße, nördlich der Karl-Marx-Allee entlang der Linie Fritz-Schiff-Weg/Richard-Sorge-Straße/Kochhannstraße/Petersburger Straße                                       |
| Friedrichshain-Kreuzberg 5 | Friedrichshain nördlich der Boxhagener und Scharnweberstraße, westlich bis zur Linie Fritz-Schiff-Weg/Richard-Sorge-Straße/Kochhannstraße/Petersburger Straße                                                |
| Friedrichshain-Kreuzberg 6 | Friedrichshain östlich der Warschauer Straße und Südlich der Boxhagener und Scharnweberstraße |

### Pankow
| Wahlkreis | Gebiet |
| --------- | --- |
| Pankow 1  | Buch, Karow und Französisch Buchholz |
| Pankow 2  | Blankenfelde, Rosenthal, Wilhelmsruh sowie Niederschönhausen nördlich der Linie Hessestraße-Dietzgenstraße-Beuthstraße-Buchholzer Str.-Schönhauer Str.                                                       |
| Pankow 3  | Niederschönhausen südlich der Linie Hessestraße-Dietzgenstraße-Beuthstraße-Buchholzer Str.-Schönhauer Str. und Pankow nördlich der Stettiner Bahn                                                            |
| Pankow 4  | Weißensee nördlich der Pistoriusstraße, Stadtrandsiedlung Malchow und Blankenburg |
| Pankow 5  | Pankow südlich der Stettiner Bahn und Heinersdorf |
| Pankow 6  | Prenzlauer Berg nördlich der Eberswalder Straße bis zum Ortsteil Pankow und auf der anderen Seite der Schönhauser Allee zusätzlich das Gebiet bis zur Prenzlauer Allee zwischen Danziger Straße und Ringbahn |
| Pankow 7  | Prenzlauer Berg nördlich der Ringbahn zwischen Schönhauser Allee und Greifswalder Straße sowie Weißensee südlich der Pistoriusstraße                                                                         |
| Pankow 8  | Prenzlauer Berg westlich der Greifswalder Straße, aber nur südlich der Eberswalder/Danziger Straße, östlich der Prenzlauer Allee auch nördlich der Danziger Straße bis zur Ringbahn                          |
| Pankow 9  | Prenzlauer Berg östlich der Greifswalder Straße und Weißensee östlich der Berliner Allee bis zur Indira-Gandhi-Straße                                                                                        |

### Charlottenburg-Wilmersdorf
| Wahlkreis                    | Gebiet |
| ---------------------------- | --- |
| Charlottenburg-Wilmersdorf 1 | Charlottenburg-Nord sowie von Charlottenburg die Gebiete Kalowswerder mit dem Mierendorffplatz und Alt-Lietzow nordöstlich der Otto-Suhr-Allee               |
| Charlottenburg-Wilmersdorf 2 | Westend sowie von Charlottenburg das Gebiet um den Klausenerplatz und das Schloss Charlottenburg                                                             |
| Charlottenburg-Wilmersdorf 3 | Von Charlottenburg die Gebiete beiderseits der Schloßstraße sowie rund um den Lietzensee, den Stuttgarter Platz und den Adenauerplatz                        |
| Charlottenburg-Wilmersdorf 4 | Von Charlottenburg die Gebiete beiderseits der Bismarckstraße, der Kantstraße und des Kurfürstendamms sowie von Wilmersdorf die Umgebung des Olivaer Platzes |
| Charlottenburg-Wilmersdorf 5 | Halensee, Grunewald, Schmargendorf (westl. Teil) sowie Wilmersdorf (westl. Teil)                                                                             |
| Charlottenburg-Wilmersdorf 6 | Wilmersdorf (östl. Teil) mit Ludwigkirchplatz, Prager Platz, Bundesplatz und Volkspark                                                                       |
| Charlottenburg-Wilmersdorf 7 | Schmargendorf (östl. Teil) und Wilmersdorf (südl. Teil) mit dem Rheingauviertel                                                                              |

### Spandau
| Wahlkreis | Gebiet                                                                             |
| --------- | ---------------------------------------------------------------------------------- |
| Spandau 1 | Hakenfelde, Falkenhagener Feld (nördl.Teil) und der Ortsteil Spandau (nördl. Teil) |
| Spandau 2 | Ortsteil Spandau (südl. Teil) und Falkenhagener Feld (südöstl. Teil)               |
| Spandau 3 | Wilhelmstadt (nördl. Teil), Haselhorst und Siemensstadt                            |
| Spandau 4 | Staaken und Falkenhagener Feld (südwestl. Teil)                                    |
| Spandau 5 | Wilhelmstadt (südl. Teil) mit Pichelsdorf, Gatow und Kladow                        |

### Steglitz-Zehlendorf
| Wahlkreis             | Gebiet                                                                        |
| --------------------- | ----------------------------------------------------------------------------- |
| Steglitz-Zehlendorf 1 | Steglitz (nordwestl. Teil) mit Breitenbachplatz, Schloßstraße und Asternplatz |
| Steglitz-Zehlendorf 2 | Steglitz (südöstl. Teil) mit Albrechtstraße, Steglitzer Damm und Südende      |
| Steglitz-Zehlendorf 3 | Lichterfelde (westl. Teil) und Berlin-Zehlendorf (südl. Teil)                 |
| Steglitz-Zehlendorf 4 | Lichterfelde (südl. Teil)                                                     |
| Steglitz-Zehlendorf 5 | Lankwitz und Lichterfelde (nordöstl. Teil)                                    |
| Steglitz-Zehlendorf 6 | Dahlem und Berlin-Zehlendorf (nördl. Teil)                                    |
| Steglitz-Zehlendorf 7 | Wannsee, Nikolassee und Zehlendorf (westl. Teil)                              |

### Tempelhof-Schöneberg
| Wahlkreis              | Gebiet |
| ---------------------- | --- |
| Tempelhof-Schöneberg 1 | Schöneberg nördlich der Grunewaldstraße und der Großgörschenstraße (Wittenbergplatz, Viktoria-Luise-Platz, Nollendorfplatz, Barbarossaplatz, Dennewitzplatz und Gebiet nördlich des Bayerischen Platzes) sowie zusätzlich das Gebiet um die Akazienstraße                                                             |
| Tempelhof-Schöneberg 2 | Schöneberg südlich der Grunewaldstraße und der Großgörschenstraße sowie nordöstlich der Linie Rubensstraße-Vorarlberger Damm (mit Rathaus Schöneberg, damaliger Kaiser-Wilhelm-Platz, Schöneberger Insel) und der Teil von Tempelhof westlich der Linie Werner-Voß-Damm-Gontermannstraße-Wüsthoffstraße-Boelckestraße |
| Tempelhof-Schöneberg 3 | Friedenau sowie Schöneberg südlich der Linie Rubensstraße-Vorarlberger Damm (mit der Siedlung Lindenhof) und der Teil von Tempelhof westlich der Paul-Schmidt-Straße und der Chlodwigstraße (mit der Marienhöhe) |
| Tempelhof-Schöneberg 4 | Tempelhof nördlich des Teltowkanals ohne die zu den Wahlkreisen 2, 3 und 5 gehörenden Teile |
| Tempelhof-Schöneberg 5 | Mariendorf ohne den Teil südlich der Linie Siemensstraße-Kruckenbergstraße-Körtingstraße-Pilatusweg-Klausenpaß sowie von Tempelhof das Gebiet südlich des Teltowkanals und die Siedlung an der Oberlandstraße östlich der Neukölln-Mittenwalder Eisenbahn                                                             |
| Tempelhof-Schöneberg 6 | Marienfelde, zusätzlich der Teil Lichtenrades nördlich der Linie Simpsonweg-Geibelstraße-Goethestraße-Halker Zeile-Buckower Chaussee und der südliche Teil Mariendorfs, der nicht zum Wahlkreis 5 gehört |
| Tempelhof-Schöneberg 7 | Lichtenrade ohne den Teil nördlich der Linie Simpsonweg-Geibelstraße-Goethestraße-Halker Zeile-Buckower Chaussee |

### Neukölln
| Wahlkreis  | Gebiet |
| ---------- | --- |
| Neukölln 1 | Ortsteil Neukölln östlich der Linie Karl-Marx-Straße/Weichselstraße/Donaustraße bis zur Treptower Straße und entlang der Sonnenallee innerhalb der Ringbahn |
| Neukölln 2 | Ortsteil Neukölln westlich der Karl-Marx-Straße und nördlich der Ringbahn sowie östlich der Karl-Marx-Straße entlang der Linie Weichselstraße/Donaustraße/Wanzlikpfad/Kirchgasse/Richardstraße/Karl-Marx-Platz |
| Neukölln 3 | Ortsteil Neukölln außerhalb der Ringbahn sowie des Richardplatzes, außerdem ein Gebiet von Britz nördlich der Linie Tempelhofer Weg/Gradestraße/Blaschkoallee/Späthstraße/Neue Späthstraße bis zur Neuen Späthbrücke |
| Neukölln 4 | Britz südlich der Späthstraße und Neue Späthstraße, östlich der Linie Buschkrugallee/Parchimer Allee/Fritz-Reuter-Allee/Gutschmidtstraße/Severingstraße entlang des Kölner Damms bis zur Bezirksgrenze und nördlich der Linie Friedrich-Kaysler-Weg/Horst-Caspar-Steig/Agnes-Straub-Weg/Neuköllner-Straße/Flurweg/Minzeweg/Silberdistelweg |
| Neukölln 5 | Britz südwestlich der Linie Tempelhofer Weg/Buschkrugallee sowie Buckow westlich des Kölner Damms |
| Neukölln 6 | Gropiusstadt und Buckow nördlich des Horst-Caspar-Steig sowie Rudow südöstlich der Linie Flurweg/Silberdistelweg |

### Treptow-Köpenick
| Wahlkreis          | Gebiet                                                                       |
| ------------------ | ---------------------------------------------------------------------------- |
| Treptow-Köpenick 1 | Alt-Treptow, Plänterwald und Baumschulenweg                                  |
| Treptow-Köpenick 2 | Oberschöneweide, Niederschöneweide und Johannisthal                          |
| Treptow-Köpenick 3 | Adlershof und Altglienicke                                                   |
| Treptow-Köpenick 4 | Köpenick (westl. Teil), Bohnsdorf, Grünau und Schmöckwitz                    |
| Treptow-Köpenick 5 | Köpenick (östl. Teil) mit Allende-Viertel und Wendenschloss sowie Müggelheim |
| Treptow-Köpenick 6 | Köpenick (nördl. Teil), Friedrichshagen und Rahnsdorf                        |

### Marzahn-Hellersdorf
| Wahlkreis             | Gebiet                                               |
| --------------------- | ---------------------------------------------------- |
| Marzahn-Hellersdorf 1 | Marzahn-Nord                                         |
| Marzahn-Hellersdorf 2 | Marzahn-Mitte                                        |
| Marzahn-Hellersdorf 3 | Hellersdorf (nördl. Teil)                            |
| Marzahn-Hellersdorf 4 | Marzahn (südl. Teil) und Biesdorf                    |
| Marzahn-Hellersdorf 5 | Kaulsdorf (südl. Teil) und Mahlsdorf                 |
| Marzahn-Hellersdorf 6 | Kaulsdorf (nördl. Teil) und Hellersdorf (südl. Teil) |

### Lichtenberg
| Wahlkreis     | Gebiet                                                                                |
| ------------- | ------------------------------------------------------------------------------------- |
| Lichtenberg 1 | Neu-Hohenschönhausen (nordöstl. Teil), Wartenberg und Falkenberg                      |
| Lichtenberg 2 | Neu-Hohenschönhausen (südwestl. Teil), Alt-Hohenschönhausen (nördl. Teil) und Malchow |
| Lichtenberg 3 | Alt-Hohenschönhausen (südl. Teil), Ortsteil Lichtenberg (östl. Teil) und Fennpfuhl    |
| Lichtenberg 4 | Ortsteil Lichtenberg (westl. Teil)                                                    |
| Lichtenberg 5 | Friedrichsfelde (nördl. Teil) und Rummelsburg (nördl. Teil)                           |
| Lichtenberg 6 | Karlshorst, Friedrichsfelde (südl. Teil) und Rummelsburg (südl. Teil)                 |

### Reinickendorf
| Wahlkreis       | Gebiet                                                         |
| --------------- | -------------------------------------------------------------- |
| Reinickendorf 1 | Ortsteil Reinickendorf (östl. Teil)                            |
| Reinickendorf 2 | Ortsteil Reinickendorf (westl. Teil) und Tegel (südl. Teil)    |
| Reinickendorf 3 | Heiligensee, Konradshöhe und Tegel (nördl. Teil)               |
| Reinickendorf 4 | Wittenau mit Borsigwalde, Waidmannslust und Tegel (östl. Teil) |
| Reinickendorf 5 | Märkisches Viertel und Lübars                                  |
| Reinickendorf 6 | Frohnau, Hermsdorf und von Tegel die Siedlung Freie Scholle    |